# بيدمونت (وايومنغ)
بيدمونت (بالإنجليزية: Piedmont, Wyoming)‏ هي بلدة تقع بولاية وايومنغ في الولايات المتحدة. تبلغ مساحتها  (كم²)، وترتفع عن سطح البحر  م، بلغ عدد سكانها  نسمة في عام 2000 حسب إحصاء مكتب تعداد الولايات المتحدة .

## وصلات خارجية
- The US50 - Cities and Towns in Wyoming State
- Wyoming Cities and Towns, Facts, Map, Flag, Colleges, Government, and More